# Rio Hăţuica
O Rio Hăţuica é um rio da Romênia, afluente do Rio Negru, localizado no distrito de Covasna.